# Драгослав Ђорђевић
Драгослав Ђорђевић (Сарајево, 2. септембар 1931 — Београд, 1989) био је српски историчар уметности и ликовни критичар.

## Биографија
Дипломирао је 1960. године Историју уметности на Филозофском факултету Универзитета у Београду. Ликовну критику писао је од 1958. године. Био је критичар „Радио Београда“ (1959 — 1966), „Дневника“ у Новом Саду (1959 — 1961), „Телеграма“ из Загреба (1967 — 1968), „Борбе“ (1961 — 1967) и „Књижевних новина“ (1969 — 1970) из Београда, а повремено је писао и за „Вечерње Новости“, „Видике“, „Данас“, „Политику“ (Београд), „Одјек“ (Сарајево), „Наша сцена“ (Нови Сад), и др. Био је кустос за „Југословенско сликартсво после 1945“ Музеја савремене уметности у Београду од 1960. до 1989.
За Радио Телевизију Србије снимио је емисије „Слике и скулптуре“ 1962 — 1963, и „Човек између земље и месеца“ 1969. године.
Од 1966. године био је члан Југословенске секције Међународног удружења уметничких критичара - AICA, члан УЛУПУДС-а (Секција историчара уметности), Музејског друштва Србије и Друштва критичара Србије.
Био је југословенски комесар и селектор на IV међународном бијеналу медитеранских земаља у Александрији 1961 — 1962, Савременог југословенског сликарства у Багдаду 1962. и IX међународног бијенала сликарства у Токију 1967. године.
Иако је писао и критички разматрао појаве у српској и југословенској уметности у широком временском распону од акдемског реализма до најновијих појава, Драгослав Ђорђевић је највећи допринос дао настанку и развоју „сликарства поетске фигуације“ током седамдесетих година која је изградила једну конзистентну линију у рецентној уметности паралелно са концептуализмом исте деценије. Својим критичарским залагањем и бројним ауторским изложбама, као и предговорима каталога и критикама водећих протагониста тог стилског садржаја, Ђорђевић је неоспорно обележио ту епоху којој је, према властитом критичарском сензибилитету, неспорно припадао.

## Књиге и монографске студије (избор)
- 1959. Елементи античког театра у нашем сликарству XIV века, Нова сцена, б. 141, pp. 10–11, Нови Сад
- 1960. Покушај синтезе у уметности, Радио Београд, 15. јануар, Београд
- 1960. Објективни и субјективни еленети у ликовној критици, Радио Београд, 13. април, Београд
- 1960. Два вида „наивне“ иметности, Радио Београд, 20. април, Београд
- 1960. Авангардизам и традиција, Радио Београд, 1. јун, Београд
- 1960. Порекло нефигуративног у уметности, Радио Београд, 15. јун, Београд
- 1961. Аваградизам и традиција, Дневник, 15. јануар, Нови Сад
- 1964. Зора Петровић, ед. Сликари и вајари, III коло, Просвета, Београд
- 1965. Сликарство после 1945. pp. 38–48, (монографија), Музеј савремене уметности, Београд
- 1966. Нова фигурација београдског круга, Борба, 19. фебруар, Београд
- 1966. Крсто Хегедушић. Прилози о личности и делу, Уметност, бр. 5, pp. 5–16, Београд
- 1966. Младен Србиновић, Изложбени павиљон у Тврђави, Ниш
- 1967. Надреално, фантастично, магично, III тријенале ликовних уметности, Сајмиште, Београд
- 1967. Поетска фантастика, VII ликовна јесен, Градски музеј, Сомбор
- 1968. Богдан Кршић, Галерија Графичког колектива, Београд
- 1968. Марко Крсмановић, Галерија Графичког колектива, Београд
- 1969. Ivan Tabaković, Sala Mostre Garzanti, Forli, (Италија)
- 1969. Социјалистички реализам 1945-1950, у Надреализам и социјална уметност 1929-1950, Југословенска уметност ХХ века, књ. 4, Музеј савремене уметности, Београд
- 1969. Ретроспектива Децембарске групе, Књижевне новине, Београд
- 1975. Милан Коњовић њим самим, Музеј савремене уметности, Београд
- 1976. Београдски млади сликари I, Салон Музеја савремене уметности, Београд
- 1978. Сведочења о Зори Петровић, Музеј савремене уметности, Београд
- 1978. Београдски млади сликари II, Салон Музеја савремене уметности, Београд
- 1979. Петар Лубарда, уља 1927-1967, Галерија ликовне умјетности, Осијек

## Критике (избор)
- 1958. Предићева „Весела браћа...“ - Људи из Орловата, Вечерње новости, 6. септембар, Београд
- 1959. Вида Јоцић, Видици, бр. 423-443, pp. 8 Београд
- 1960. Октобарски салон, сликарство, Дневник, 30. октобар, Нови Сад
- 1960. Три варијанте апстракције, Дневник, 4. децембар, Нови Сад
- 1961. Децембарска група, Дневник, 1-3. јануар, Нови Сад
- 1961. Петска визика Марија Маскарелија, Дневник, 29. јануар, Нови Сад
- 1961. Недељко Гвозденовић, Борба, 25. мај, Београд
- 1961. Мило Милуновић, Борба, 23. јун, Београд
- 1961. Мира Јуришић, Борба, 18. октобар, Београд
- 1962. Ото Лого, Борба, 13. фебруар, Београд
- 1962. Зоран Патеровић, Борба, 2. март, Београд
- 1962. Енформел, Борба, 15. март, Београд
- 1962. Раденко Мишевић, Борба, 24. мај, Београд
- 1962. Вида Јоцић, Борба, 18. децембар, Београд
- 1963. Феђа Соретић, Борба, 27. мај, Београд
- 1963. Сава Рајковић, Борба, 6. јун. Београд
- 1964. Несумњива обдареност. Изложба слика Марине Абрамовић, Борба, 28. мај, Београд
- 1965. Од теорије ка пракси. Изложба цртежа Милице Стевановић, Борба, 4. март Београд
- 1965. Ново име младе генерације. Изложба слика Драгоша Калајића, Борба, 2. април, Београд

## Ауторске изложбе
- 1961. 40 дела послератног југословенсог сликарства из збирке Модерне галерије у Београду, Народни музеј, Крагујевац
- 1966. Акварели из збирке Музеја савремене уметности, Салон Музеја савремене уметности, Београд
- 1966. Други тријенале савреног југословенског цртежа, Градски музеј, Сомбор
- 1968. Критичари су изабрали, Галерија Културног центра, Београд
- 1968. Млади београдски сликари, Музеј на современата уметност, Скопље
- 1868. Од фантастике до надреалног у српском сликарству, Музеј савремене уметности, Београд
- 1969. Критичари су изабрали, Галерија Културног центра, Београд
- 1970. Критичари су изабрали, Галерија Културног центра, Београд
- 1972. Савремене српска уметност, Музеј на современата уметност, Скопље
- 1981. Душан Матић (1898-1980), Галерија-легат Милице Зорић и Родољуба Чолаковића, Београд
- 1983. Поетска фигурација шездесетих година, (Из збирке Музеја савремене уметности), Галерија-легат Милице Зорић и Родољуба Чолаковића, Београд
- 1983. Мртва природа као тематски изазов, Салон Музеја савремене уметности, Београд
- 1985. Портрет критичара, Драгослав Ђорђевић, избор 1950-1985, Уметнички павиљон „Цвијета Зузорић“, Београд

## Предговори каталога (избор)
- 1961. Младен Србиновић, Салон Модерне галерије, Београд
- 1964. Владинир Величковић, Мала галерија, Љубљана
- 1964. Марко Крсмановић, Галерија Коларчевог народног универзитета, Београд
- 1964. — 1965. Крсто Хегедушић, Салон Модерне галерије, Београд
- 1966. Иван Табаковић, Галерија Културног центра, Београд
- 1966. Пеђа Милосављевић, Галерија Културног центра, Београд
- 1967. Јагода Буић, Зимски салон Ликовног сусрета, Суботица
- 1967. Радислав Тркуља, Галерија Коларчевог народног универзитета, Београд
- 1967. Тодор Стевановић, Галерија Коларчевог народног универзитета, Београд
- 1967. Љубица Сокић, Уметничка галерија, Ниш
- 1967. Ангелина Гаталица, Галерија Коларчевог народног универзитета, Београд
- 1968. Небојша Митрић, Галерија Културног центра, Београд
- 1969. Ото Лого, Мала галерија Умјетичке галерије, Сарајево
- 1970. Живко Ђак, Салон Музеја савремене уметности, Београд
- 1977. Александар Цветковић - Божидар Дамјановски, Галерија Ликовне јесени, Сомбор
- 1981. Божидар Дамјановски, Салон Музеја савремене уметности, Београд
- 1982. Гордана Јоцић, Ликовна галерија Кулурног центра, Београд
- 1985. Александар Ђурић, Салон Музеја савремене уметности, Београд
- 1989. Пејзаж у послератном српском сликарству (Из збирке музеја савремене уметности), Галерија-легат Милице Зорић и Родољуба Чолаковића, Београд